# سختدل
سختدل یکی از روستاهای استان آذربایجان شرقی است که در دهستان ورقه بخش مرکزی شهرستان چاراویماق واقع شده‌است.این روستا ۱۱۸ نفر جمعیت دارد.